# Esuvia
In biologia, l'esuvia (plurale: esuvie, in latino exuvia ed exuviae) è il resto di un esoscheletro dopo la muta di artropodi (insetto, crostaceo o aracnide) o rettili.
L'esuvia di un animale può essere molto importante per il biologo dato che può spesso essere usata per identificare la specie di un animale e anche il suo sesso.
Non essendo sempre pratico studiare gli insetti, i crostacei o gli aracnidi direttamente, le esuvie, che possono essere raccolte abbastanza facilmente, possono giocare un ruolo importante nell'aiutare a determinare alcuni aspetti generali del ciclo vitale di una specie come la distribuzione, le percentuali dei sessi, la presenza in un determinato habitat.
Le esuvie si rinvengono anche tra i fossili, per esempio molti resti di trilobiti sono chiaramente resti di esoscheletri abbandonati dopo una muta.

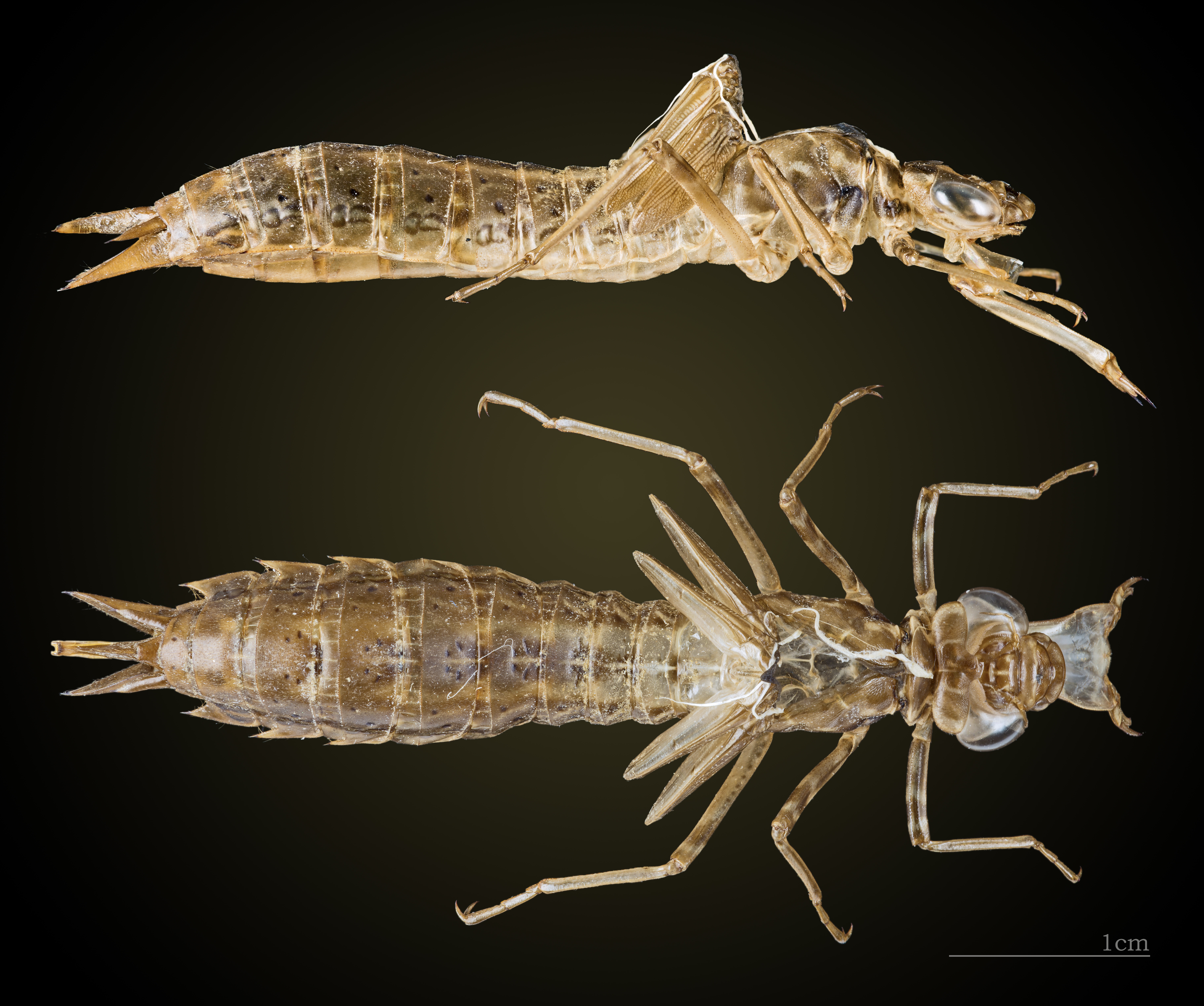
Esuvia di un odonato (Anax imperator)
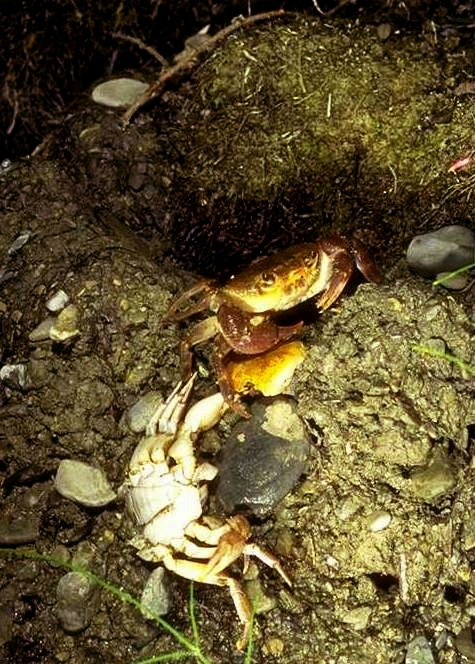
Esuvia di un granchio (Potamon fluviatile)
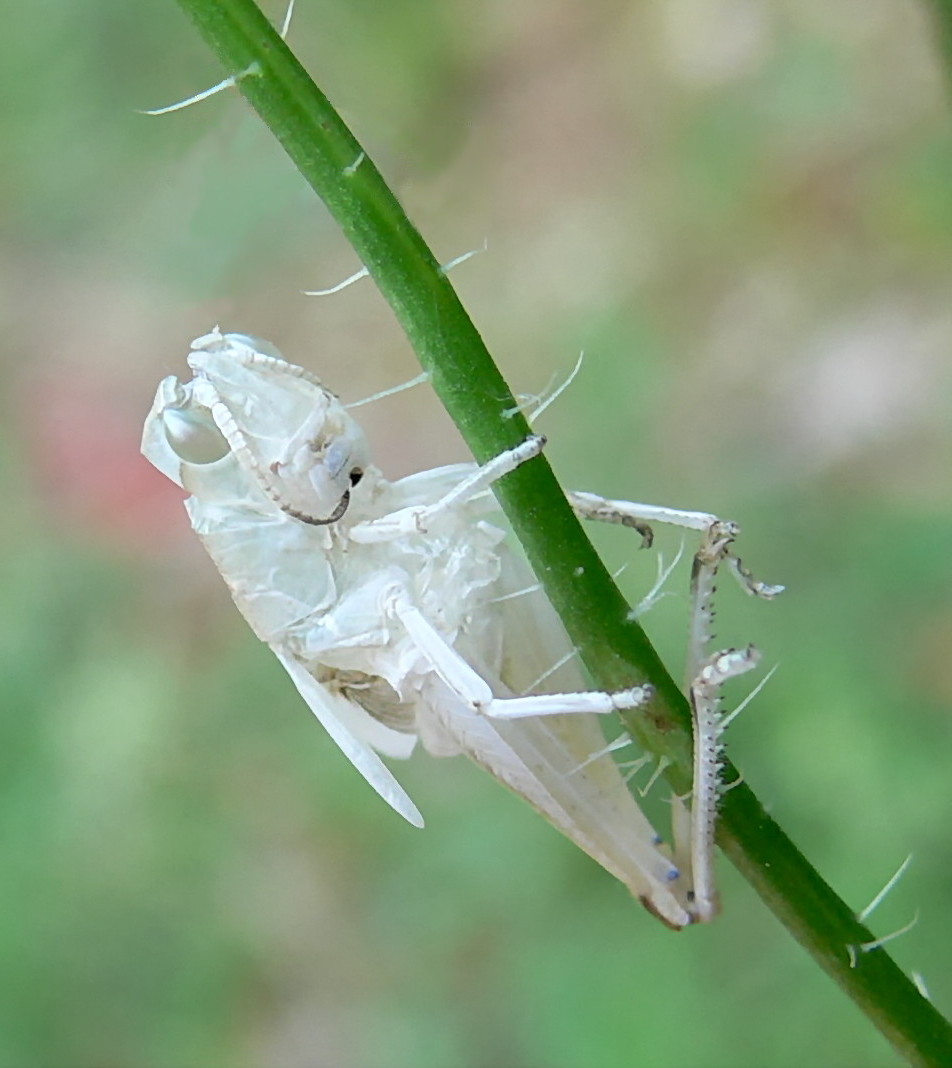
Esuvia di una cavalletta
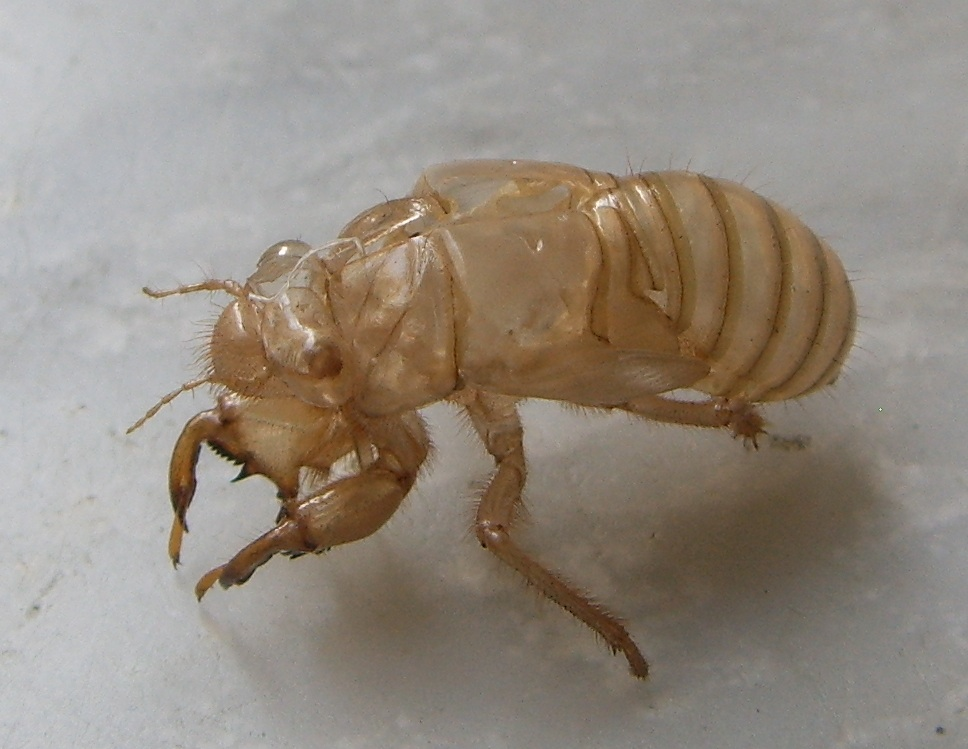
Esuvia di una cicala
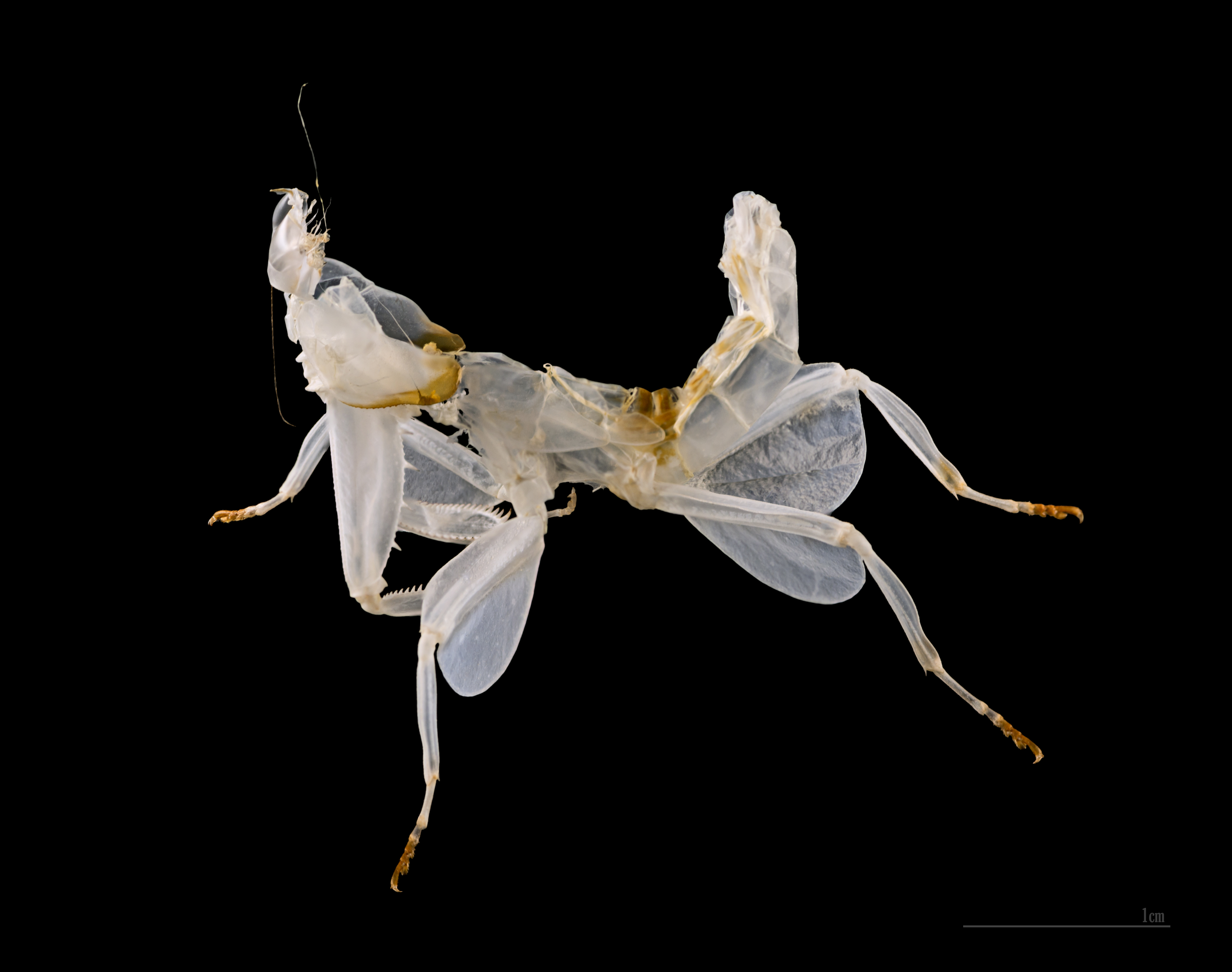
Esuvia di Mantodea (Hymenopus coronatus)
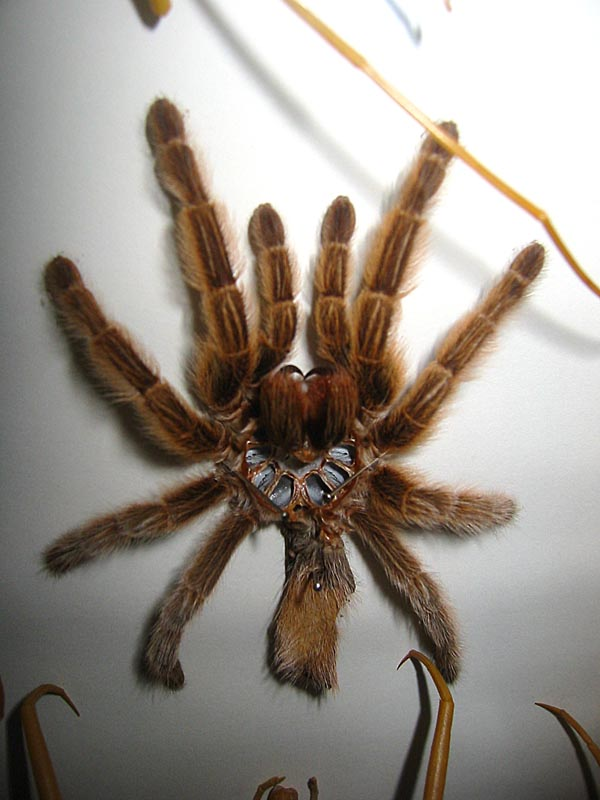
Esuvia di una tarantola

## Nella cultura popolare
- Il Pokémon Shedinja è basato su un'esuvia.
- Nel 2021 il rapper italiano Caparezza ha pubblicato l'album Exuvia, che prende il nome proprio dall'esuvia.[1]